# ТЕ125
ТЕ125 (Тепловоз з Електричною передачею, 125-та серія, проєктне позначення серії — 140) — дослідний радянський шестивісний пасажирський тепловоз з потужністю дизельного двигуна 4000 к. с. Конструктивно був уніфікований з тепловозами ТЕ109, ТЕ129.

## Проєктування
В середині 1960 зростання ваги пасажирських поїздів призвело до використання на деяких неелектрифікованих напрямках (наприклад, Уральськ — Саратов — Тамбов — Мічурінськ) двосекційних тепловозів 2ТЕП60 потужністю 3000 к.с. у секції. Однак часто ці локомотиви не повністю використовували свої можливості, а подвоєна зчіпна маса збільшувала експлуатаційні витрати. Тоді в головному управлінні тепловозобудування міністерства важкого, енергетичного і транспортного машинобудування СРСР почалася розробка технічного завдання на магістральний тепловоз потужністю 4000 к.с. з чотиритактним дизельним двигуном, електричною передачею змінно-постійного струму і з уніфікованою екіпажною частиною тепловоза ТЕ109. 4 вересня 1968 заступник міністра важкого, енергетичного і транспортного машинобудування Ейсмонт затвердив технічне завдання на проєктування тепловоза. 15 вересня 1975 заступник Міністра важкого і транспортного машинобудування Матвєєв затвердив уточнювальну зміну № 1.
1976 Луганський завод представив технічний проєкт на тепловоз потужністю 4000 к.с. в секції з опорно-рамним підвішуванням ТЕД для експортних поставок, з чотиритактним двигуном типу 2-5Д49 та електричною передачею. 2 червня цей проєкт був затверджений Матвєєвим.

## Випробування
1978 (за іншими даними, 1974) завод виготовив дослідний шестивісний пасажирський тепловоз, який позначили ТЕ125-001. Після пробігу п'ятисот тисяч км експлуатаційні випробування завершилися. Тепловоз передали для стендових випробувань до Всесоюзного науково-дослідного інституту залізничного транспорту.
Незважаючи на уніфікацію (кузов, силова установка, рами візків) з ТЕ129, новий тепловоз мав суттєві відмінності:
- Подвійне ресорне підвішування;
- Опорно-рамне підвішування тягових електродвигунів;
- Передача обертового моменту від тягових електродвигунів колісним парам через порожнистий карданний вал і еластичну дискову гумовокордову муфту.

Після завершення всіх випробувань, тепловоз залишився на заводі, оскільки первісно він створювався для експорту, але на європейських залізницях пасажирські тепловози такої потужності на той момент були не потрібні. Міністерство шляхів сполучення СРСР також не висловило бажання купувати цей тепловоз, тим більше що тоді на Коломенському заводі планували розпочати серійний випуск ТЕП70. Наприкінці 1990-х тепловоз придбали німецькі залізниці. Подальша його доля невідома.

## Порівняння ТЕ125 і ТЕП70
ТЕ125 був потужним конкурентом тепловоза ТЕП70. Обидва тепловози мали практично однакову силову передачу (дизельний двигун 2-5Д49, випрямна установка УВКТ-5, тягові електродвигуни ЕД-121), але при цьому, будучи на 15 тонн легше (120 проти 135 т), ТЕ125 був у тривалому режимі на 20 % потужніше ТЕП70 (20400 проти 17000 кгс), хоча і трохи повільнішим (39,1 проти 48 км/год), конструкційна швидкість була на 20 км/год меншою (140 і 160 км/год), але на більшості неелектрифікованних лініях рух з такими швидкостями не здійснювався, тому таке зменшення швидкості неістотне.
ТЕ125 конструктивно був уніфікованим з експортним ТЕ109, а за екіпажною частиною з 2ТЕ116, який серійно поставлявся на радянські залізниці. Водночас, ТЕП70 випускався дослідними партіями, оскільки цехи для його серійного виробництва були завершені лише в середині 1980-х.

## Цікавий факт
В жодній з книг Віталія Ракова, автора багатьох публікацій про історію локомотивів Радянського Союзу, тепловоз ТЕ125 навіть не згадується.